# Пам'ятний знак жертвам Голодомору 1932—1933 років (Київ, Михайлівська площа)
Пам'ятний знак жертвам Голодомору 1932—1933 років в Україні розташований на Михайлівській площі в Києві біля муру Михайлівського Золотоверхого монастиря, ліворуч від дзвіниці. Відкритий 12 вересня 1993 року з приводу 60-річчя Голодомору 1932—1933 років — однієї з найбільших глобальних трагедій в історії українського народу.
Символізує собою хрест, матір-берегиню, як символ України, з опущеними від розпачу руками і дитиною на грудях. Автори — скульптор Василь Перевальський, архітектор Микола Кислий, архітектор Костянтин Черній.

## Опис
Стела з сірого граніту стоїть на невисокому гранітному постаменті. В ній висічений отвір у формі широкого хреста, в якому закріплена стилізована постать Богоматері з чорного металу (бронзи). В центрі Богоматері на просвіт вирізаний силует дитини з широко розведеними руками (за принципом канонічної іконної композиції «Богоматір Одигітрія»). У верхній частині стели на камені викарбувано дати «1932, 1933». До підніжжя пам'ятного знаку насипано землю, привезену з усіх областей України та Автономної Республіки Крим.
Розміри пам'ятного знаку: 2,6 × 3,4 × 0,8 м.

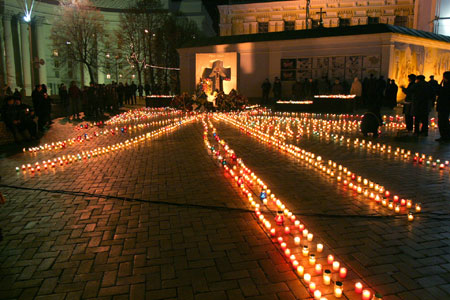
Вшанування пам'яті жертв (2003)
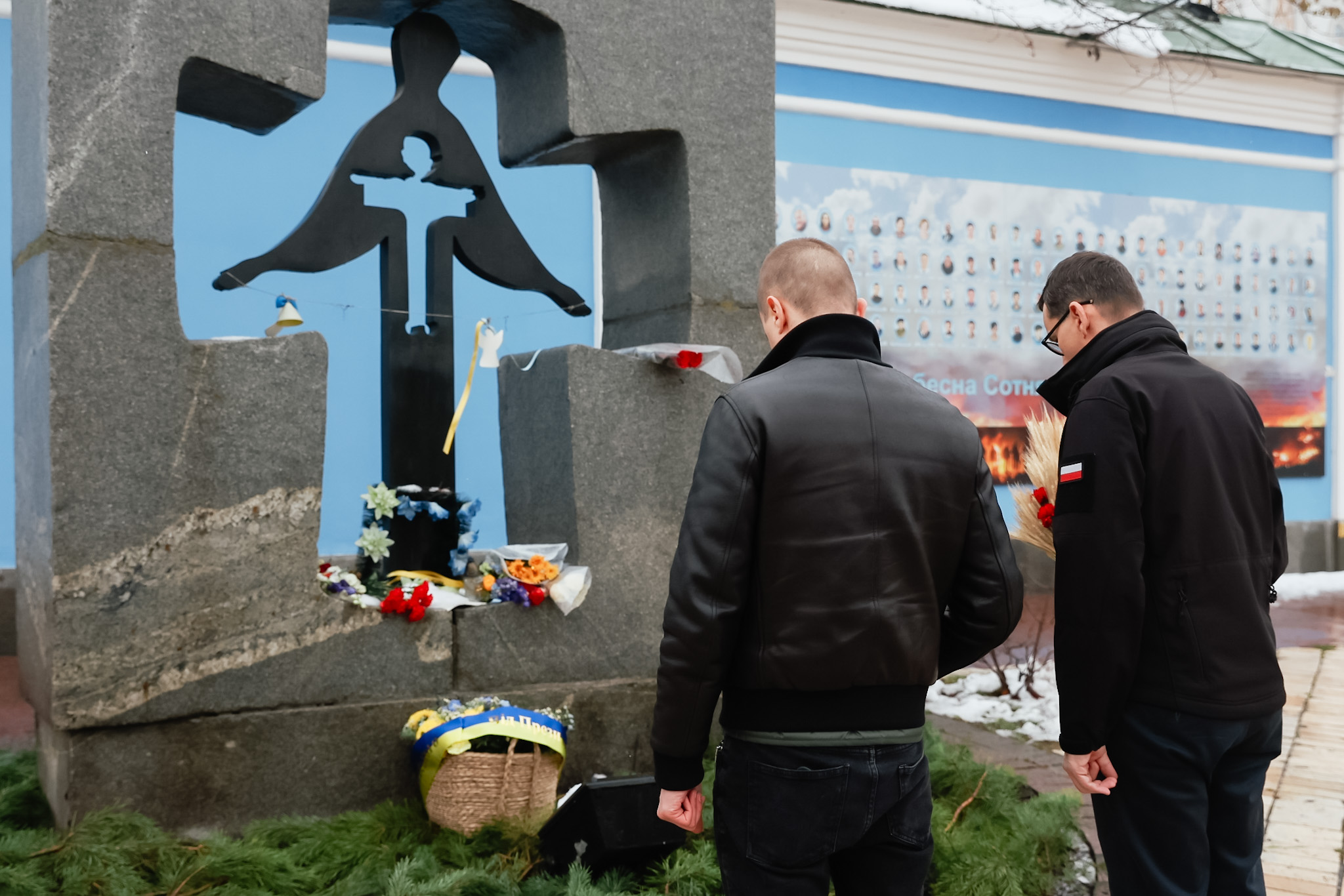
Вшанування пам'яті жертв (листопад 2022)